# Chōjirō
Chōjirō Tanaka (長次郎?; 1516 – Kyoto, 1592) è stato un ceramista giapponese.

## Biografia
Chōjirō fu uno dei più importanti ceramisti giapponesi, e risultò attivo fino al 1592.
Figlio ed allievo del ceramista coreano Ameya immigrato in Giappone, ne perfezionò e arricchì le tecniche e le forme.
Lavorò dapprima per l'esteta Sen no Rikyū, che l'adottò conferendogli il proprio nome Tanaka.
Successivamente fu attivo per Taikō Hideyoshi che gli donò nel 1580 un sigillo d'oro massiccio con il carattere raku (gioia).
Da allora Chōjirō firmò le sue opere con quel sigillo, e la ceramica che i suoi discendenti hanno continuato a fabbricare sino ai nostri giorni in un forno nei pressi di Kyoto ha assunto il nome di Raku.
Della produzione originale di Chōjirō ci sono rimaste rare tazzine da tè, dalle spesse e piatte parti cilindriche ricoperte da smalto nero o rosso, ed eseguite sul tornio o modellate a mano con spatole di bambù.

## Opere
- Tazzine da te.